# ショー・ビジネス
ショー・ビジネス (show business) は、エンターテイメント産業のあらゆる側面を意味する口語的表現で、戦後（1945年以降の時代）はショービズ (show biz, showbiz) とも略されるようになった。

## 概要
ビジネス（企業）側（経営者、エージェント、プロデューサー、ディストリビューター）から、もっぱらクリエイティブ側 （アーティスト、パフォーマー、ライター、ミュージシャン、技術者）まで、ショー・ビジネスという言葉は20世紀を通して広く用いられた。
印刷された用例としては1850年が初出である。初出当時もまたその後の数十年間も、この言葉には定冠詞「the」を冠するのが典型的であった。しかし、20世紀後半になると依然として頻繁に用いられたものの、この表現はテレビのバラエティ番組の時代と結びついて、やや神秘的な色彩を帯びるようになった。現代のエンターテイメント産業におけるショー・ビジネスは、トレンドやファッションを生み出すファッション産業とも結びつき、エンターテイメント・ビジネスへの投資調査から知的財産権を獲得するといったことまで行なっている。

## 産業分野
エンターテイメント関連の産業は以下の各分野が含まれる。
- 遊園地
- アニメーション制作
- サーカス
- イベント運営
- 映画
- 賭博
- ゲーム製造
- ビデオソフト製造、配給
- マスメディア
- 音楽産業
- プロレス興行
- 性産業
- スポーツ運営、 スポーツ・イベント興行
- タレント・エージェント
- 演劇